# Augusto Palmonari
Augusto Palmonari (Imola, 25 dicembre 1935 – Bologna, 20 ottobre 2016) è stato un medico e psicologo italiano.

## Biografia
Laureatosi in medicina e chirurgia nel 1960 presso l'Università di Bologna, specializzandosi poi in neurologia e psichiatria presso lo stesso ateneo nel 1963, è assistente volontario di Renzo Canestrari, alla cattedra di psicologia della Facoltà di Medicina e Chirurgia dell'Università di Bologna, dal 1961 al 1969, quando viene nominato assistente incaricato di psicologia sociale alla Facoltà di Scienze Politiche della stessa università. Diviene ordinario di psicologia sociale nel 1980, presso il Dipartimento di Psicologia dell'Università di Bologna, che ha contribuito a fondare – con Marco Walter Battacchi e Guido Sarchielli – proprio in quegli anni assieme al relativo corso di laurea, internamente alla Facoltà di Medicina e Chirurgia. Passerà poi alla Facoltà di Psicologia della stessa università, una volta istituita nel 1996. Dopo il pensionamento nel 2010, la nomina a professore emerito nel 2011.
Oltre ad aver assunto numerosi, notevoli incarichi istituzionali ed amministrativi nonché stabilito importanti collaborazioni di ricerca con autorevoli sedi universitarie e prestigiosi centri di studio e di ricerca europei ed americani (collaborando, fra gli altri, con Henri Tajfel, Serge Moscovici, Jos Jaspars, Willem Doise), è stato uno dei capiscuola della psicologia sociale italiana ed europea, contribuendovi con parecchi lavori e numerose pubblicazioni scientifiche riguardanti soprattutto le rappresentazioni sociali, la teoria del Sé, l'identità personale e quella sociale, i gruppi sociali, l'influenza sociale, la psicologia dell'adolescenza.
Nel 2010, ha ricevuto la laurea honoris causa in Scienze dell'educazione e psicologia da parte dell'Università di Ginevra.

## Opere principali
Una prima bibliografia fu compilata in occasione della giornata di studio in sua memoria, tenutasi nel 2017.
- Il possibile esperimento: ricerca sugli interventi alternativi alla istituzionalizzazione di minori (curata con Felice Carugati e Francesca Emiliani), Pubblicazioni dell'Amministrazione per le attività assistenziali italiane e internazionali, Roma, 1975.
- Problemi attuali della psicologia sociale (a cura di), Società editrice il Mulino, Bologna, 1976.
- Aspetti cognitivi della socializzazione in età evolutiva (con Pio E. Ricci Bitti), Società editrice il Mulino, Bologna, 1978.
- Psicologi: ricerca socio-psicologica su un processo di professionalizzazione (a cura di), Società editrice il Mulino, Bologna, 1982.
- Identità imperfette: giovani e adolescenti, un oggetto di studio per le scienze sociali (a cura di), Società editrice il Mulino, Bologna, 1983.
- Gli handicappati mentali e il lavoro: inserimento, risultati, resistenze (a cura di), Dott. A. Giuffrè editore, Milano, 1986.
- Interazione sociale e sviluppo della persona (con Willem Doise), Società editrice il Mulino, Bologna, 1988.
- Processi simbolici e dinamiche sociali, Società editrice il Mulino, Bologna, 1989.
- Gruppi di adolescenti e processi di socializzazione (con Piero Amerio, Pina Boggi Cavallo e Maria Luisa Pombeni), Società editrice il Mulino, Bologna, 1990.
- Psicologia dell'adolescenza (a cura di), Società editrice il Mulino, Bologna, 1993 (con successive edizioni).
- Manuale di psicologia di comunità (curata con Bruna Zani), Società editrice il Mulino, Bologna, 1996.
- I gruppi sociali (con Giuseppina Speltini), Società editrice il Mulino, Bologna, 1999.
- Gli adolescenti, Società editrice il Mulino, Bologna, 2001. ISBN 88-15-08348-0 ; Ristampa 2007: ISBN 978-88-15-08348-7.
- Psicologia sociale (con Nicoletta Cavazza e Monica Rubini), Società editrice il Mulino, Bologna, 2002 (con successive edizioni). ISBN 88-15-08300-6.
- Ricerche e protagonisti della psicologia sociale (curata con Nicoletta Cavazza), Società editrice il Mulino, Bologna, 2003. ISBN 88-15-09340-0 ; 2007: ISBN 978-88-15-09340-0 ; 2013: ISBN 978-88-15-23477-3.
- La socializzazione flessibile: identità e trasmissione dei valori tra i giovani (con Franco Garelli e Loredana Sciolla), Società editrice il Mulino, Bologna, 2006. ISBN 88-15-11276-6 ; Ristampa 2008: ISBN 978-88-15-11276-7.
- Nuovi adolescenti. Dalla conoscenza all'incontro (con Ferdinando Montuschi), EDB, Bologna, 2006. ISBN 88-10-80924-6.
- Paradigmi delle rappresentazioni sociali: sviluppi e prospettive (curata con Francesca Emiliani), Società editrice il Mulino, Bologna, 2009. ISBN 978-88-15-13256-7.
- Adolescenti e morale (con Anna Rita Graziani), Società editrice il Mulino, Bologna, 2014. ISBN 978-88-15-25282-1.